# Van Iddekinge

Het wapen van het geslacht Van Iddekinge

Van Iddekinge (ook: Hooft van Iddekinge) is een Nederlandse familie waarvan een lid in 1816, een ander in 1817 in de Nederlandse adel werden verheven; de niet-adellijke tak Hooft van Iddekinge werd opgenomen in het Nederland's Patriciaat.

## Geschiedenis
De stamvader is Luytjen Iddekinge, wonend in het Roode Lam te Groningen, vermeld in 1610 en 1618. Zijn nakomelingen waren bestuurders in deze stad. Een tak van deze familie heet Hooft van Iddekinge. Twee leden van de familie gingen met hun wettige afstammelingen in mannelijke lijn in 1816 en 1817 door verheffing behoren tot de adel van het koninkrijk der Nederlanden met het predicaat van jonkheer en jonkvrouw. Tot deze familie behoort ook de boerenfamilie Van Iddekinge in de provincie Groningen.

## Nederlandse adel
- In 1816[5] werd Mr. Tjaerd Anthony van Iddekinge (1756-1837) verheven. Zijn tak is uitgestorven in 1895.
- In 1817[6] werd diens neef (zoon van zijn oom) Mr. Jean François van Iddekinge (1765-1848) verheven. Zijn tak is in Nederland uitgestorven in 1992, maar bloeit voort in Zuid-Afrika.[7]

## Familieleden
In chronologische volgorde:

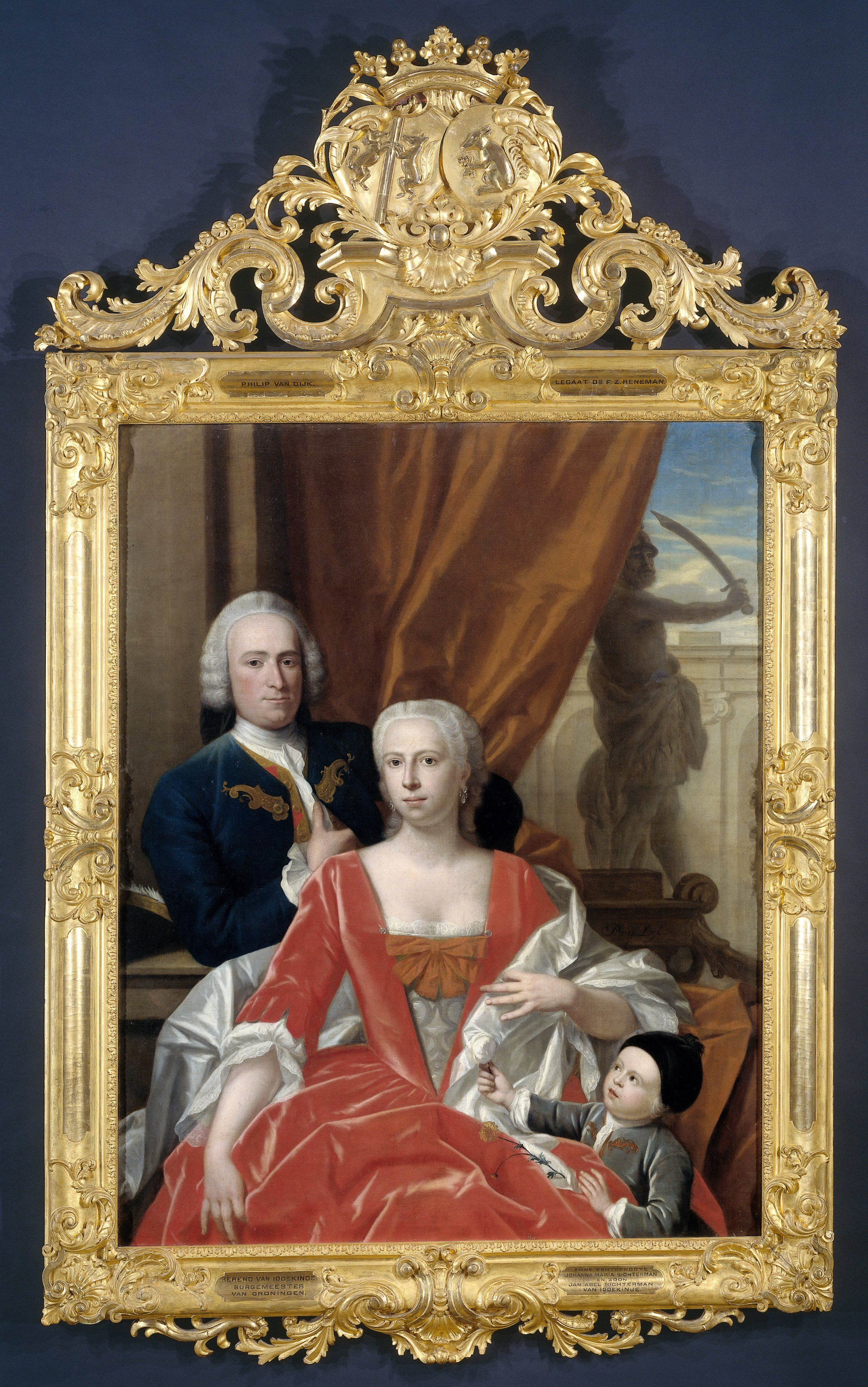
Portret van Berend van Iddekinge, zijn echtgenote Johanna Maria Sichterman (1726–1756) en hun zoon Jan Albert (geboren 1744) door Philip van Dijk

- Tobias Iddekinge (1590-1663), onder andere raad en burgemeester van Groningen
  - Rembt Iddekinge (1636-1719), onder andere raad en burgemeester van Groningen en bewindhebber West-Indische Compagnie (WIC
    - Pieter Rembt van Iddekinge (1683-1758), onder andere raad en burgemeester van Groningen en bewindhebber WIC
      - Antony Adriaan van Iddekinge (1711-1789), onder andere raad en burgemeester van Groningen, bewindhebber WIC en directeur van de Sociëteit van Suriname 1779-1789
        - Mr. Anne Willem Carolus van Iddekinge (1750?-1786), lid Staten-Generaal
        - Mr. Pieter Govert van Iddekinge (1754-1821), lid Staten-Generaal
        - Jhr. mr. Tjaerd Anthony van Iddekinge (1756-1837), onder andere bewindhebber WIC 1789- en directeur van de Sociëteit van Suriname 1791-1795
          - Jhr. mr. Johannes van Iddekinge (1788-1866), notaris, burgemeester en Staatsraad hon. (1854-)

      - Rembt Tobias van Iddekinge (1715-1797), secretaris van het Gericht van Selwerd en van Sappemeer c.a.
        - Mr. Tobias Jan van Iddekinge (1764-1819), lid Staten-Generaal

      - Berend van Iddekinge (1717-1801), luitenant-kolonel reg. van Imhoff, raad 1754-1783 en burgemeester 1786-1795 van Groningen, gehuwd met Joahanna Maria Sichterman (1726-1756), dochter van Jan Albert Sichterman en Sibylla Volkera Sadelijn
        - Mr. Scato François van Iddekinge (1755-1829), secretaris van het gericht van Selwerd; gehuwd 1) in 1785 met Maria Jacoba Veldtman (1763-1792), 2) in 1800 met Catarina Graafland (1765-1805) en 3) in 1815 met Titia van der Veen (1772-1829). De afstammelingen van Catarina, een dochter van Joan Graafland en Hester Hooft, vormden de tak Hooft van Iddekinge
          - Joan Henric Hooft van Iddekinge (1800-1881), majoor infanterie
            - Jan Ernst Henric Hooft van Iddekinge (1842-1881), directeur van het Munt- en Penningkabinet te Leiden
              - Otto Justus Hooft van Iddekinge (1878-1929), burgemeester van Appingedam 1905-1925

          - Berend van Iddekinge (1813-1847), kunstschilder

      - Petronella Wubbina Johanna van Iddekinge (1718-1805), trouwde in 1741 met Feijo Sickinghe (1718-1748), majoor der cavalerie in het regiment van Frederik III van Hessen-Homburg en commandant van de vesting Langakkerschans.
      - Mr. Tobias Jan van Iddekinge (1722-1788), president hoge justitiekamer van Stad en Lande en ontvanger-generaal te Groningen
        - Jhr. mr. Jean François van Iddekinge (1765-1848), onder andere burgemeester van Groningen 1819-1842
          - Jhr. mr. Tobias Jan van Iddekinge (1800-1856)
            - Jhr. Jean François van Iddekinge (1836-1890), landdrost van Bethulië en Philippolis, uitgever en drukker te Bloemfontein, stichter van de tak in Zuid-Afrika
            - Jhr. mr. Jan Remees van Iddekinge (1838-1902), president van de Arrondissementsrechtbank te Groningen
              - Jhr. mr. Tobias Jan van Iddekinge (1876-1958), gehuwd met Anna Bernhardina Ernestine Hermanna Hooft van Iddekinge (1880-1958)
                - Jhr. mr. Jan Wijbrand van Iddekinge (1919-1992), laatste telg van de Nederlandse adellijke tak

    - Tobias Jan van Iddekinge (1689-1759), onder andere raad en burgemeester van Groningen

Overig
Gabriëlle Johanna van Iddekinge, huwde 17 december 1863 te Amsterdam met Gerard Regnier Gerlacius van Swinderen (1804-1879)
Geslachten die opgenomen zijn in het sinds 1910 verschijnende genealogische naslagwerk Nederland's Patriciaat. Lijst volgens opgave van het CBG Centrum voor familiegeschiedenis.
A · B · C · D · E · F · G · H · I · J · K · L · M · N · O · P · Q · R · S · T · U · V · W · Y · Z